# Pintura eròtica

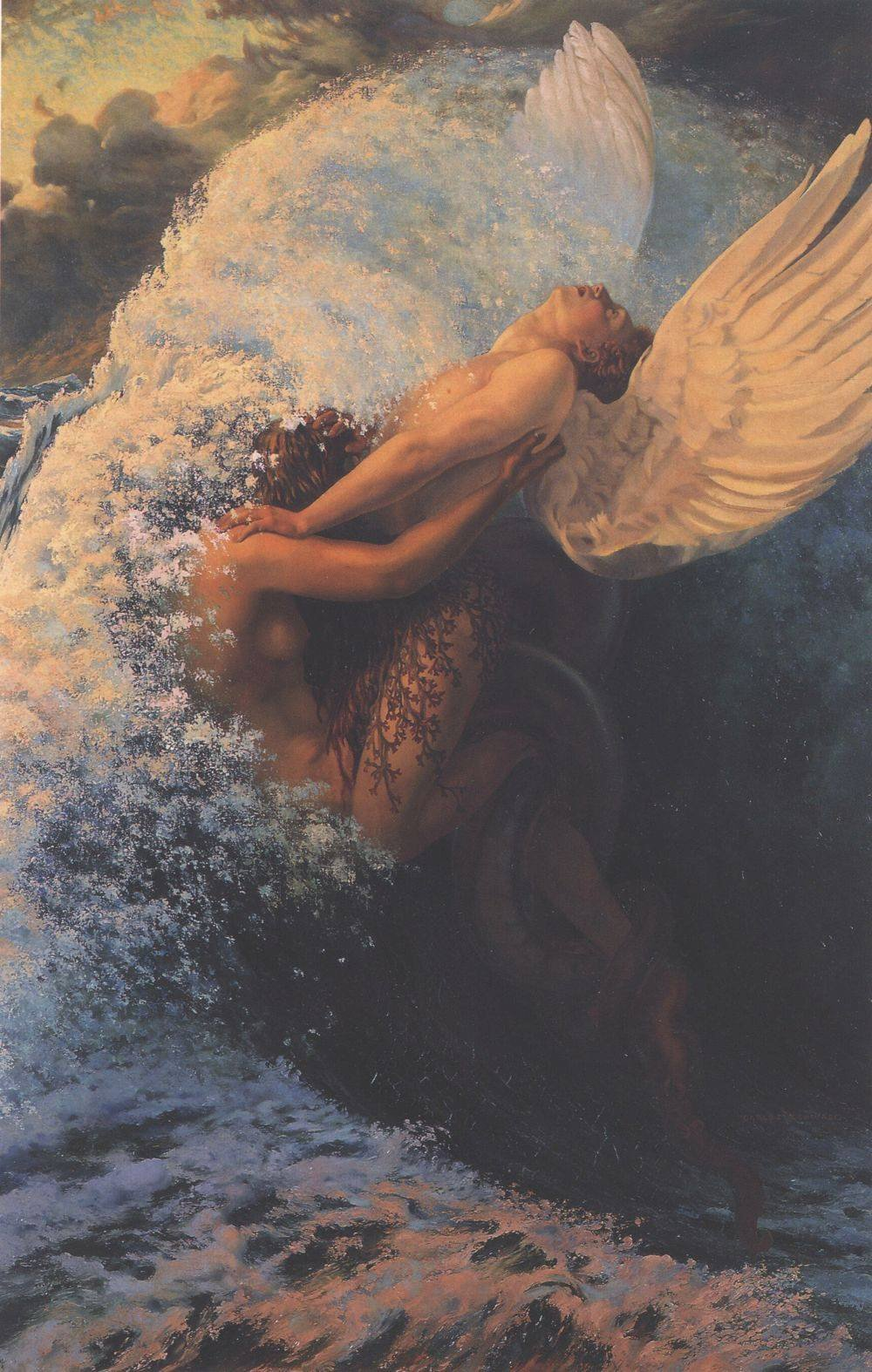
Pintura basada en l'obra de Charles Baudelaire, Les flors del mal

La pintura eròtica és l'art d'expressar sobre una superfície a través de qualsevol classe de pintura, quelcom que es consideri eròtic. L'erotisme és un dels temes més comuns en l'art. Pot aparèixer com el tema principal d'una obra, com una part d'ella o com una espècie de nebulosa que tot ho impregna. Alguns cops apareix de forma explícita i altres queda sobreentès; fins i tot, pot ser expressat involuntàriament, de manera que l'artista revela més sobre si mateix del que en un principi s'havia imaginat. L'erotisme és un conjunt de manifestacions que inclou tant el pla psicològic i afectiu com el comportament.

## Concepte
Com tota forma d'art, la destinada a tocar la porta dels sentits neix d'una exigència interior, del desig d'expressar un univers de passions i emocions. La pintura eròtica es dirigeix a un nivell més subtil i intel·lectual, confiat a la interpretació més que a l'exhibició. L'obra d'art activa jocs personals d'experiències, records i desitjos.
La pintura eròtica pretén plasmar, amb petits detalls com ara una mirada, la forma del cos o qualsevol insinuació, la intensitat d'un sentiment. Cada un d'aquests detalls pot portar a la memòria antics records o evocar nous desitjos.
Les imatges eròtiques reflecteixen els nostres desitjos més profunds i les nostres preferències, al mateix temps que influeixen sobre ells. La pintura eròtica no està limitada a representacions prefabricades de l'acte reproductiu, sinó que abasta totes les variants de la trobada sexual: el festeig, la passió, l'afecte, l'engany, la decepció, la seducció, la tendresa, el desig, l'impuls, el frenesí sexual, la possessió, els trencaments, l'amor i tots els nostres desitjos. Per tant, la pintura eròtica no només vol representar l'acte sexual sinó que comprèn tots els aspectes esmentats anteriorment.
La pintura mostra senzillament una imatge elaborada d'intencions del creador, però deixa a la voluntat de l'espectador la intensitat i el sentit de la interpretació. La contemplació de la pintura és un acte lliure, en canvi, l'erotisme és un acte més personal i molt subjectiu.

## Evolució històrica
L'erotisme es troba present en la pintura de moltes societats i ha estat un tema de gran presència en la història de l'art, des de la prehistòria fins a l'actualitat. Partint de les pintures rupestres fins a la pintura contemporània trobem símbols sexuals i nus.
Un dels aspectes més interessants per conèixer el funcionament d'una societat és estudiar el seu art i la forma amb la qual tracta les urgències eròtiques i el progrés de l'amor. Les representacions quasi religioses de l'art primitiu, el plaer sense traves de l'art oriental, les pintures moralitzants de l'Edat Mitjana, les romàntiques il·lustracions del segle xix, etc. Totes aquestes obres reflecteixen l'esperit de la seva època. En certa manera, les societats més reprimides han produït algunes de les obres més interessants i estimulants.
Tant pels pobles primitius actuals com pels prehistòrics les representacions artístiques de tipus eròtic responen a motivacions màgiques referents als ritus de la fecunditat. En són exemples els menhirs paleolítics, símbols fàl·lics, les venus esteatopígiques com la de Lespugue i la dansa fàl·lica de les pintures rupestres del Cogul.
Al Pròxim Orient i a Egipte responien a les mateixes raons. A Grècia el significat ritual es perdé aviat en ésser establerta per la mitologia clàssica entre els déus i els humans; la ceràmica abundà en escenes eròtiques i l'expressionisme hel·lenístic insistí en temes de nimfes i faunes, de Venus, Lera, Eros i Psique, etc. que passarien a l'art europeu.
A Roma hom troba les pintures pompeianes (Casa dels Misteris) i altres obres que són conservades al Museu Secret de Nàpols.
En el romànic l'erotisme és encobert sota la representació dels càstigs infernals, d'escenes de tortura en la vida dels sants o d'imatges procaces (col·legiata de San Isidoro, de Lleó).
En el gòtic varen aprofitar els llocs més amagats de les catedrals per a la representació d'escenes eròtiques de fort caràcter popular; manifestació d'aquest mateix esperit són les pintures de Hieronymus Bosch.
Al Renaixement retornen els temes clàssics: Dànae (Ticià), Leda i el cigne (Correggio), les bacanals de Ticià, les Venus de Botticelli, Giorgione i Ticià, que en creà un tipus que passà al barroc; els pintors alemanys crearen una forma més popular d'aquests temes arrelada encara en el món gòtic (Venus, de Cranach). D'altra banda, hom utilitzà temes religiosos que permetessin la representació de nus, com Sant Sebastià (A. Mantegna, A. Messina), de contingut masoquista.
Al Barroc l'element religiós adquirí nova força amb la Contrareforma, i el misticisme, com a idealització de l'erotisme, ocupà un lloc important en l'art (Èxtasi de santa Teresa, de Bernini), alhora que continuaven els temes mitològics (Rapte de les filles de Leucip, de Rubens).
Al s. XVIII hi ha una renovació de la iconografia eròtica: aquesta esdevé més picant, refinada i intimista (Embarcament a Citerea, de Watteau, i Les sorpreses del gronxador, de Fragonard). El sadisme és a la base dels gravats de Goya: Capritxos i Desastres de la guerra.
El Romanticisme introdueix les representacions eròtiques historicistes i grandiloqüents (Sardanàpal, de Delacroix), que passaran a la pintura pompier; l'esperit romàntic, morbós i necròfil, tindrà continuació, a través del prerafaelitisme (Paolo i Francesca de Rossetti), en la tendència fi de segle, moment caracteritzat per un cert gust per l'equívoc (Beardsley) i per l'aparició d'un nou tema femení: el de Salomé (Moreau, Klimt).
Al s.XX hom troba escenes eròtiques al fauvisme (Le luxe, de Matisse), a l'expressionisme (Santa Maria Egipcíaca al port d'Alexandria, de Nolde) i, sobretot, al surrealisme (Pygmalion, de P. Delvaux); l'art abstracte al·ludeix sovint al sexe; l'obra de Picasso té moltes facetes eròtiques, per exemple, els gravats sobre el tema del pintor i la model; els còmics tenen també un fort contingut eròtic.
Els darrers anys seixanta aparegué el cop-art, que utilitza els elements relatius a la copulació (T. Wasselman, A. Jones). A l'Índia, un concepte d'erotisme diferent de l'occidental fa de la unió de la parella (maithuna) un símbol de la unió amb la divinitat; els relleus de molts temples representen escenes il·lustratives d'aquest concepte, com els de la Pagoda Negra de Kōnārka (s. XI) i els del temple de Khajurāhō (s. XII).
Les arts de la Xina i el Japó il·lustraren també aquest concepte fent-ne representacions d'una gran delicadesa i un gran refinament, com les pintures de Kiyonaga i Utamaro, al Japó (s. xviii i xix). I les miniatures perses (s. XVI) oferiren escenes eròtiques plenes de lirisme.
L'art de gairebé tots els temps i gairebé totes les cultures apareix, en major o menor grau, impregnat per l'erotisme.

## El nu en la pintura
"El nu, però, no representa simplement el cos, sinó que també es relaciona per analogia amb totes les estructures que s'han convertit en una part de la nostra experiència imaginativa.” Kenneth Clark (1903-1983).
Cap nu, ni tan sols el més abstracte, no ha de deixar de despertar algun vestigi de sentiment eròtic o, si més no, l'ombra més vaga de tal sentiment.
És indubtable que el cos nu, particularment el femení, ha estat font d'inspiració d'artistes a través de tota la història de l'art.
El nu és senzillament algú sense vestit. El nu suggereix voluntarietat. Les paraules no sempre diuen únicament allò que diuen. De la mateixa manera que els cossos nus no sempre mostren únicament allò que mostren.
La representació del cos humà ha constituït un tema central en la pintura des de fa milers d'anys. Kenneth Clark en el seu llibre "El desnudo" va estudiar aquest gènere des de la Grècia clàssica fins al segle xx. Distingeix dos tipus de nus: el nu com a forma humana natural i el nu com a representació d'aquesta forma d'una manera idealitzada o estilitzada. Més actualment, l'estudi del nu s'ha centrat en la relació entre la seva forma i l'espectador de l'obra, i en un debat sobre relacions de gènere i poder.
Els nus masculins i femenins reben respostes diferents per part de l'espectador, el que constitueix un reflex de la varietat de contextos que hi ha darrere les imatges.
Des de la Grècia clàssica (s. V a.C.), les representacions de déus, deesses i herois nus emulaven amb exactitud la forma natural del cos humà. Aquestes obres van proporcionar models per als artistes renaixentistes i, a partir del segle xv, començaren a sorgir representacions de la deessa romana de l'amor, Venus, com a manifestació del cos femení destinat a donar plaer als mecenes. L'observador es va convertir en voyeur, ja que l'erotisme i la sensualitat d'aquelles imatges estaven implícits en elles.
La temàtica amorosa en la mitologia, el desig sexual i la unió entre dos cossos es van convertir en els vehicles més populars del nu.
A mitjans del segle xix, arribà el desafiament dels significats ocults del nu femení amb «Le déjeuner sur l'herbe d'Édouard Manet» (1863), que introduïa la composició de les escenes campestres de Ticià, Giorgione i Marcantonio Raimondi; no obstant, l'expressió confiada de la dona nua situada en primer pla fa que el protagonisme se centri en la mirada de l'observador.
A començaments del segle xx, el gènere del nu va continuar atraient a molts artistes.
Més recentment, les teories feministes argumenten que el nu converteix el cos femení en objecte i reforça l'hegemonia patriarcal de la societat occidental. Alguns artistes contemporanis, com Lucian Freud i Jenny Saville representen cossos nus no idealitzats amb la finalitat d'estudiar i anar més enllà dels conceptes de nu, bellesa, identitat i gènere.

## Seducció de la cama femenina
Partint del fet que cadascú té les seves idees, els seus desitjos i les seves bogeries sobre què és l'erotisme, unes cames poden ser pura sensualitat.
És ben conegut que els obscurs objectes del desig canvien amb els segles i les cultures. Dins d'una mateixa cultura, canvien segons la sensibilitat de cada individu i, possiblement, segons l'instant de la vida en què es trobi.
La cama femenina ha estat pintada magníficament per tots els grans mestres i podria destacar-se l'"Eva", amb el sexe tapat casualment per una branqueta d'olivera, d'Albert Durer (1507) o "Miss Murphy", la jove preferida de Luis XV, de François Boucher (1745). "Roger Délivrant Angelique", un quadre impregnat d'una gran sensualitat i al qual Jean Auguste Dominique Ingres (1819) ens mostra cames dignes d'una "top model" dels nostres dies.
A Mitjans del segle xviii les cames femenines apareixen guarnides amb mitges i lligues, fet que és ressaltat pels artistes, que descobreixen el misteri de tan íntimes sedes. En aquest segle, els nus femenins van arribar a provocar escàndol.
El dibuixant madrileny Rafael de Penagos va aconseguir als anys trenta, mostrar la picardia femenina a partir d'ensenyar part de les seves cames. Han estat durant anys, quadres improvisats en garatges, tallers i habitacions en els anys quaranta i cinquanta.
Andy Warhol ha arribat a dedicar tot un quadre a unes cames femenines. Va ser en "Tors", pintat en 1977. Però un dels artistes que millor ha plasmat la cama de la dona és Pierre Klossowski, la sèrie dels anys setanta i vuitanta mostra dones en roba interior, per degustar plaers de la vida, des del narcisisme de mirar-se al mirall a "Roberta enfront del mirall" (1984) fins a la "Meditació de Roberta sobre el llit de mort d'Octavi II".
Tots aquests exemples ens mostren, per tant, que la cama femenina ha pres una importància crucial dintre del món de la pintura que es pot considerar eròtica.

## Alguns autors i les seves representacions
- Paul Baudry (1828-1886)

La perla i l'onada
Segle XIX
Una imatge temptadora. Una jove jeu a la platja, entre la sorra i les roques, mirant seductorament per sobre l'espatlla. No és una postura molt còmoda, però no li importa. Les onades trencant a la platja simbolitzen la força salvatge de la naturalesa i té una clara connotació sexual.
- Emil Gustave Adolf Glockner (1868- data desconeguda)

La nàiade
Finals del segle XIX
Aquesta figura femenina descansant sobre l'herba emana calidesa i sensualitat. És una nimfa dels rius certament mundana i l'obvi interès que mostra pels jocs dels homes despullats fa augmentar la càrrega eròtica de la pintura.
- Pablo Picasso (1881-1973)

Parella nua
1968
Una suggerent pintura de l'última època de Picasso. Com s'observa, la parella no està realment despullada, però el magistral tractament del llenguatge corporal posa en evidència la naturalesa dels seus desitjos.
- Wes Christensen

Chanson de Geste
1996
Mentres l'artista pintava a la model, mirava el seu cos despullat amb una intensitat desconeguda en qualsevol altra circumstància. Ara, encara ell percep la seva vulnerabilitat i ella assumeix una serena dignitat, és evident que entre ells hi ha una forta tensió sexual.
- Sven Richard Bergh (1858-1919)

Capvespre de l'estiu nòrdic
1899-1900 
En aquesta pintura el llenguatge corporal és fonamental. Encara que ell té els braços creuats de forma defensiva, els cossos d'ambdós tendeixen l'un cap a l'altre, ell amb el peu dret i ella amb els malucs. No es miren, però tampoc veuen la bellesa del capvespre que sembla que estiguin observant. La postura dels seus cossos revela els seus veritables sentiments i l'ambient està carregat de desig.
- Escola de Rajput

Príncep tocant la flauta
Segle XVIII
Un príncep toca la flauta a la vora del riu, seduint així la seva amant que creua el riu nedant fins a arribar a ell. Aquesta història té el seu equivalent en les sirenes de Lorelei de la mitologia occidental, però aquí els papers s'han invertit: és l'home qui atrau la dona i ella només té ulls per a ell.
- Édouard Manet (1832-1883)

Parella al Père Lathuille
1879
Una parella asseguda a la taula es mira als ulls davant la vista del cambrer. És una pintura de l'última època de Manet que mostra la influència de l'impressionisme. És una escena a l'aire lliure, plena de llum i menys minuciosa que la seva obra primerenca. Es nota en el lliure tractament de la mà de l'home que descansa sobre el suport de la cadira de la dona.
- Lucas Cranach (1472-1553)

La nimfa de la font
1518
La nimfa ens mira com si l'haguéssim tret del seu somni, però al mateix temps sembla estar coquetejant amb nosaltres (tot i la inscripció de la font que prohibeix pertorbar la pau del lloc). Cranach va ser famós pels seus nus eròtics i el seu taller va produir innombrables còpies de les seves pintures més conegudes.
- Robin Palanker

Quadre d'un parc
1990
Una parella es troba de nit en un parc. L'estranya composició suggereix una trobada clandestina, amb tota la varietat d'emocions que això comporta. En realitat es tracta d'un pastís, però recorda el tipus d'imatge produït per la fotografia i, de fet, interpretem el quadre com la captació d'una imatge en moviment.
- Pablo Campos

Petó a l'aire
1996
El desig punyent produït per aquest instant fugaç d'excitació pot commoure'ls profundament, però el goig experimentat per aquests dos amants serà breu, ja que de seguida tornaran a tocar el terra.
- Hermann-Paul (1864-1940)

Els amants
1900
El cinema ha mostrat molt sovint dos amants corrent a la platja per llançar-se un als braços de l'altre i aquesta escena s'ha fet molt comuna. Aquesta pintura data d'una època anterior a l'aparició del cinema i llavors havia de posseir una frescor que avui ha desaparegut.
- Frederick McCubbin (1855-1917)

El flautista
Segle XIX/XX
Una escena clàssica. En un racó apartat del bosc, el noi sedueix a la noia, encantant-la amb la música de la seva flauta.
- Pablo Picasso (1881-1973)

Parella
1969
Aquesta pintura encaixa perfectament amb allò que habitualment s'espera d'una obra de Picasso: la perspectiva plana, el poti-poti de les parts del cos i l'estil aparentment infantil. I, tanmateix, l'artista ha sabut transmetre una intensa sensualitat sense recórrer a res que s'apropi al realisme fotogràfic.
- André Jacques-Victor Orsel (1795-1850)

El bé i el mal: líbido
1832
Una pintura que mostra el desig com a pecat. El títol és interessant en quant que s'avança a la introducció de la paraula “libido” en la llengua anglesa. Sigmund Freud (1856-1939) la va utilitzar com a terme psicològic cap al 1913.
- Pablo Campos

Síndrome de ingenio detonante adquirido: SIDA
1996
Aquesta parella està tan dominada pel desig que els seus genitals resplendeixen: estan literalment inflamats de passió. Però el títol suggereix que tenir una relació sexual sense precaució és com jugar amb foc.
- Henri De Toulouse-Lautrec

El llit
1893
Aquesta parella ja no està sotmesa als influxos de la passió, però l'afecte persisteix. Somnolents, es miren als ulls, però quelcom en la seva mirada suggereix que el moment de dormir encara no ha arribat.
- Domenic Cretara

Amants
1996
Un commovedor retrat de l'epíleg amorós pintat amb colors suaus i càlids. L'artista i la seva dona com a models en una expressiva manifestació de l'amor de Cretara, en la qual l'afecte subordina i inclou el desig físic.
- Gustave Courbet (1819-1877)

La migdiada
1866
Aquesta pintura obertament eròtica, que no disfressa el seu tema ni recorre al pretext d'utilitzar un tema clàssic o bíblic. Courbet pensava que la pintura havia d'abandonar aquests temes romàntics i concentrar-se en la realitat observable. Però també era un home al qual li agradava la controvèrsia i, sens dubte, sabia molt bé quina reacció provocaria aquesta pintura.